# Melanagromyza arnicarum
Melanagromyza arnicarum este o specie de muște din genul Melanagromyza, familia Agromyzidae, descrisă de Erich Martin Hering în anul 1942. Conform Catalogue of Life specia Melanagromyza arnicarum nu are subspecii cunoscute.